# Jean Dupong

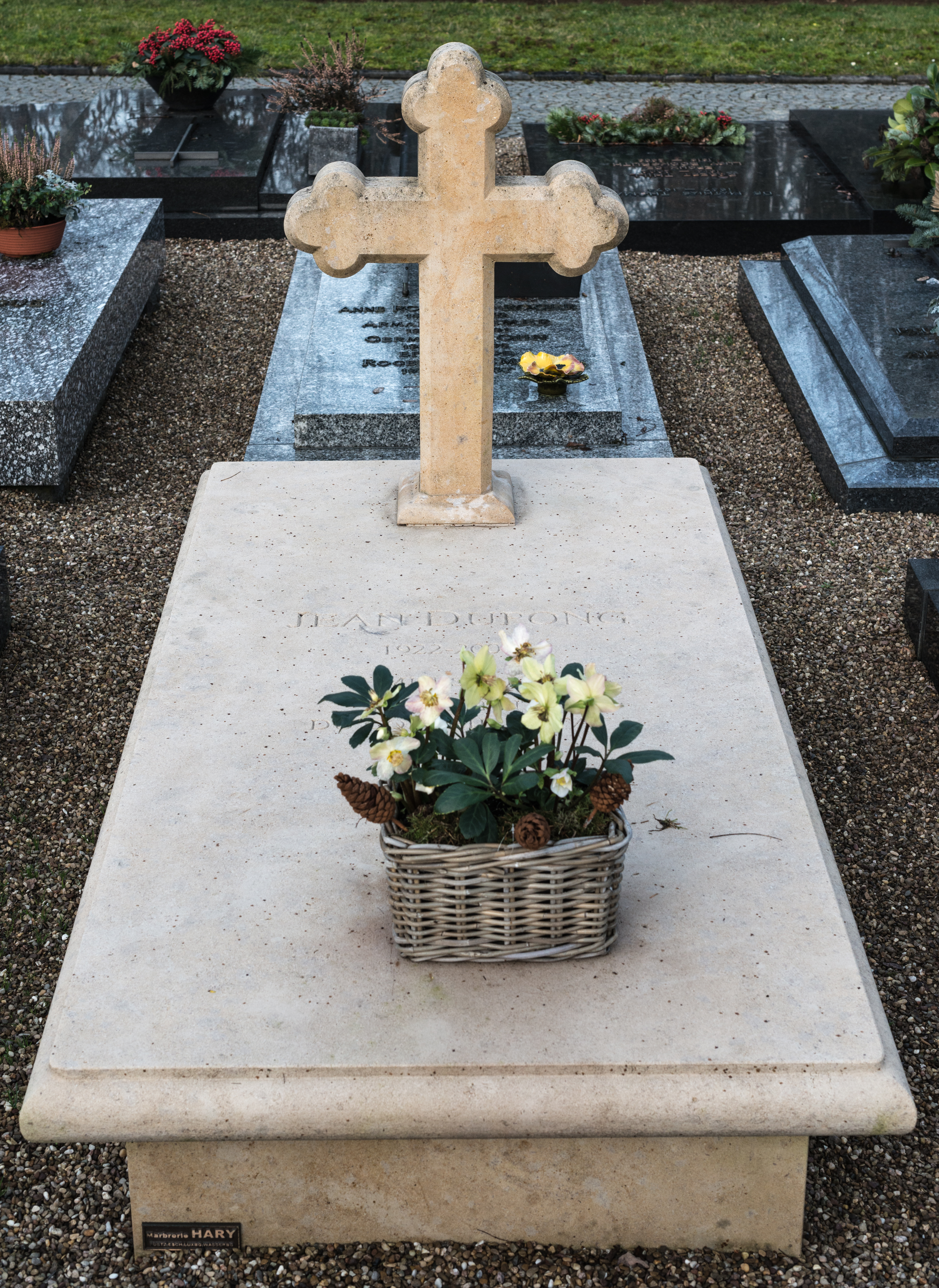
La seva tomba, al cementiri de Merl

Jean Dupong (Ciutat de Luxemburg, 18 de maig de 1922 - ?, 6 de desembre de 2007) fou un polític luxemburguès. Era el fill de l'ex-primer ministre Pierre Dupong.
Va ser membre del Partit Popular Social Cristià (CSV), i va ocupar diversos càrrecs tant al govern com al partit.
Dupong primer va ser elegit a la Cambra de Diputats a l'elecció de 1954 i reelegit fins a la seva jubilació de la Cambra el 1979. Durant aquest temps, va ser un membre del Gabinet Werner-Cravatte (1964-1969) i del Gabinet Werner-Schaus II de 1967 a 1974, on va ocupar el càrrec de Ministre de Justícia de 1967 a 1969. També va ser President del Partit Popular Social Cristià de 1965 a 1972.
Dupong va ser nomenat membre del Consell d'Estat de Luxemburg el 1979, on va estar fins al 1994. Es va desempenyorar com a vicepresident del Consell (1988-1991), abans de convertir-se en president (1991-1994).